# Amegilla pulchra
Amegilla pulchra es una especie de abeja excavadora perteneciente al género Amegilla, categorizada en la tribu Anthophorini, de la subfamilia Apinae. Fue descrita científicamente por el entomólogo inglés Frederick Smith en 1854.
La hembra mide 14 mm de longitud, las alas anteriores 9 mm; el macho mide 12 mm de longitud y las alas anteriores 8 mm.

## Distribución
La especie se distribuye por África, en Namibia, también en Australia, en Australia Occidental, Victoria, Nueva Gales del Sur y Queensland y en Fiyi.